# Stanisław Trzebiński (lekarz)

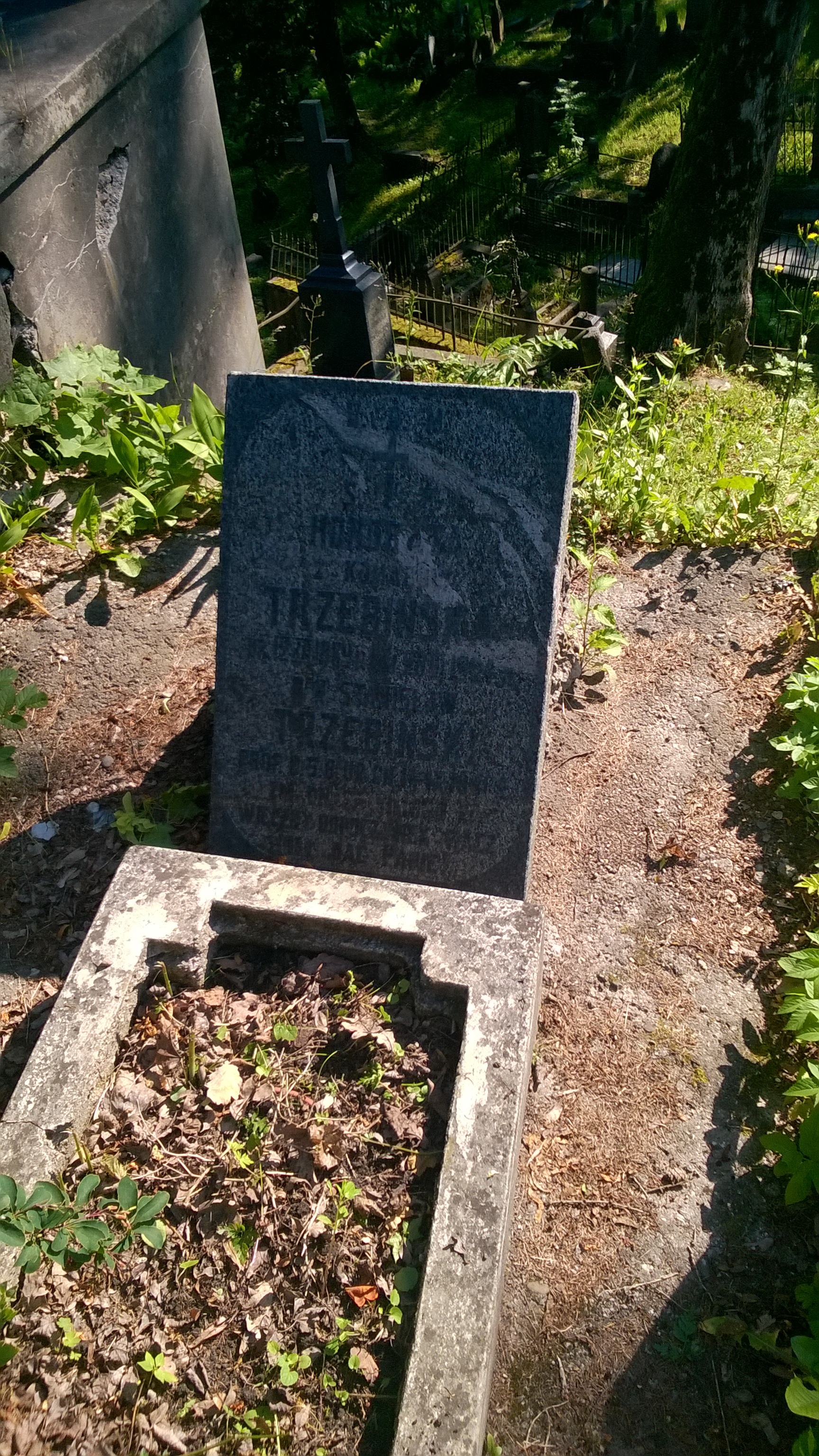
Grób H. Komar i S. Trzebińskiego na wileńskiej Rossie

Stanisław Trzebiński (ur. 26 września 1861 r. w Popowcach, zm. 25 czerwca 1930 r. w Wilnie) – polski lekarz, historyk i filozof medycyny.

## Życiorys
Wczesne dzieciństwo spędził w rodzinnych Łąkach. W 1871 r. zaczął uczyć się na pensji w Krzemieńcu, jego nauczycielem m.in. był Józef Antoni Beaupré. W 1873 r. rozpoczął naukę w Gimnazjum św. Marii Magdaleny w Poznaniu, uczył się m.in. razem z Bolesławem Krysiewiczem, Bernardem Chrzanowskim i Janem Panieńskim. Jesienią 1881 r. uzyskał świadectwo maturalne, przy czym jako jeden z czwórki uczniów z rocznika był zwolniony z części ustnej matury z uwagi na bardzo dobre wyniki z egzaminów pisemnych.
Po ukończeniu szkoły w latach 1881–1882 studiował medycynę na Uniwersytecie Jagiellońskim, działając w Towarzystwie Bratniej Pomocy i Czytelni Akademickiej. Następnie przeniósł się do Lipska, gdzie na tamtejszym Uniwersytecie przez 1,5 roku kontynuował studia medyczne. W latach 1884–1885 studiował na Uniwersytecie w Getyndze, a następnie na Uniwersytecie w Heidelbergu, gdzie w 1886 r. uzyskał stopień doktora medycyny. Dyplom nostryfikował na Uniwersytecie w Dorpacie, uzyskując 26 maja 1888 r. drugi tytuł doktora medycyny. W 1899 r. podjął pracę w Szpitalu Dzieciątka Jezus w Warszawie, pod kierunkiem Teodora Dunina, kontynuując pracę na oddziale chirurgicznym Szpitala św. Łazarza w Krakowie u prof. Alfreda Obalińskiego i w poliklinice chorób żołądkowych w Berlinie. Od 1890 r. pracował na stanowisku lekarza fabrycznego i dominialnego w Obodówce, a następnie na takim samym stanowisku w majątku i cukrowni Wołoczyska. W okresie od 1906 do 1916 r. pracował w klinice neurologicznej Michaiła Łapinskiego na Uniwersytecie w Kijowie. Pracował też w laboratorium chemiczno–bakteriologicznym dr. Modrzewskiego przy Związkowej Lecznicy Polskiej. Nauczał również psychologii w szkołach średnich.
Był członkiem Polskiego Towarzystwa Lekarskiego w Kijowie, pełniąc funkcje wiceprezesa, prezesa i sekretarza. Podczas wojny polsko-bolszewickiej aresztowany przez bolszewików jako zakładnik w momencie zbliżania się wojsk polskich do Kijowa, spędził w więzieniu w Charkowie 3,5 miesiąca. Powrócił do Polski w sierpniu 1921 r. i objął posadę w Urzędzie Zdrowia.
17 maja 1922 r. otrzymał nominację na profesora zwyczajnego w katedrze historii i filozofii medycyny na Uniwersytecie Stefana Batorego w Wilnie z obowiązkiem wykładania także patologii ogólnej i doświadczalnej oraz prowadzenia zakładu patologii. Od 11 czerwca 1923 do 6 listopada 1923 był dziekanem Wydziału Lekarskiego USB. Trzebiński w miarę swoich skromnych środków wspomagał też Uniwersytet majątkowo.
Od 30 września 1924 r. pracował w komisji nostryfikacyjnej dyplomów lekarskich i dyplomów na stopień doktora medycyny wydanych przez zagraniczne uczelnie, wraz z Kazimierzem Wacławem Karaffa-Korbuttem i Jerzym Stanisławem Alexandrowiczem, a pod kierownictwem dziekana Wydziału Zenona Orłowskiego. Od 28 października 1924 r., po zrzeczeniu się funkcji przez prof. J. Alexandrowicza, komisja pracowała w składzie dwuosobowym z dziekanem jako przewodniczącym. W 1926 r. zwolniony z obowiązku wykładania patologii ogólnej i doświadczalnej, mógł poświęcić się w całości pracy na seminarium historii i filozofii medycyny oraz propedeutyki lekarskiej.
Był też pierwszym sekretarzem stałym Towarzystwa Lekarskiego Wileńskiego oraz redagował Pamiętnik Towarzystwa Lekarskiego Wileńskiego.
Po śmierci jego mózg był badany przez prof. Maksymiliana Rose, który również badał mózg marszałka Józefa Piłsudskiego.
Autor kilkudziesięciu publikacji z dziedziny medycyny i filozofii medycyny, zaliczany do polskiej szkoły filozofii medycyny.

## Rodzina
Syn Anieli z Podoskich Trzebińskiej i Adolfa Trzebińskiego. W sierpniu 1893 ożenił się z Honoratą z Komarów i miał troje dzieci: Zygmunta Feliksa (1894–1926), Anielę (1895–1899) i Władysława (1899–1918).